# Ihar Lòsik
İhar Aliaksandràvitx Lòsik (en belarús: Ігар Аляксандравіч Лосік i en rus: Игорь Александрович Лосик; Barànavitxi, Belarús, 20 de maig de 1992) és un blogaire belarús. Consultor de la secció nacional de Radio Free Europe/Radio Liberty, d'ençà del 25 de juny de 2020 és detingut a la presó per les autoritats belarusses. Diverses personalitats i entitats com ara el Centre de Drets Humans Viasna i Amnistia Internacional el consideren pres polític.